# Холодным днём в парке
«Холодным днём в парке» (англ. That Cold Day in the Park) — американо-канадский психологический триллер 1969 года режиссёра Роберта Олтмена. Фильм снят по одноимённому роману Питера Майлза, сценарий был написан Джиллиан Фриман. Картина была представлена на Каннском кинофестивале 1969 года вне конкурсной программы.

## Сюжет
Фрэнсис Остин замечает молодого парня, сидящего под дождём в парке возле её дома, и приглашает его войти. Юноша не произносит ни слова, но, кажется, всё понимает. Фрэнсис разрешает ему принять ванну и поесть, а на следующий день покупает ему новую одежду. В ту ночь мальчик навещает своих родителей и младших братьев и сестёр, а затем возвращается в свою маленькую квартиру со старшей сестрой Ниной и объясняет, что с ним случилось.
На следующий день юноша возвращается с домашним печеньем и неожиданно встречает горничную, миссис Парнелл. Фрэнсис приглашает его войти, а горничную отпускает. Миссис Парнелл замечает перед уходом, что печенье подгорелое, но Фрэнсис вдобавок открывает дорогую бутылку вина. Хозяйка дома ведёт долгую беседу и флиртует с мальчиком, развив сильную привязанность. На следующий день юноша позволяет сестре Нине, которая тайком пробралась в квартиру Фрэнсис, воспользоваться ванной, пока хозяйки нет дома. В это время ей устанавливают противозачаточную диафрагму в местной клинике планирования семьи.
В тот же вечер Чарльз, пожилой мужчина, партнёр из группы Фрэнсис по игре в боулз, напрашивается к ней в гости, Фрэнсис запирает дверь в комнату юноши, в это время она всячески пытается избавиться от настойчивого ухажёра. После она входит в комнату мальчика и просит его заняться с ней любовью, но обнаружив, что кровать просто набита куклами, приходит в отчаяние.
Юноша прокрадывается обратно в свою комнату в доме Фрэнсис и засыпает, а на следующее утро обнаруживает, что все двери и окна заколочены гвоздями. Он пытается убежать, в конце концов Фрэнсис извиняется, но настаивает, что хочет, чтобы все оставалось как есть, юноша же заявляет, что не станет с ней заниматься любовью никогда. Женщина запирает его в комнате, а сама отправляется в бар. Она замечает женщину, сидящую в одиночестве, и приглашает её провести ночь с юношей, но женщина отказывается, приняв Фрэнсис за лесбиянку. Та женщина всё рассказывает своему знакомому, которому Фрэнсис приглянулась ранее, и он помогает ей найти проститутку по имени Сильвия в соседней закусочной. Фрэнсис приводит её домой и запирает в комнате с юношей, а затем подслушивает через дверь, как они занимаются сексом. Охваченная эмоциями, Фрэнсис входит в комнату и убивает Сильвию ножом в сердце. Юноша отчаянно ищет выход, но Фрэнсис говорит ему, что он может остаться с ней и что ему не нужно бояться.

## В ролях
- Сэнди Деннис — Фрэнсис Остин
- Майкл Барнс[англ.] — Юноша
- Сюзанна Бентон[англ.] — Нина
- Дэвид Гарфилд — Ник
- Луана Андрес[англ.] — Сильвия
- Эдвард Гринхалг — доктор Стивенсон
- Ллойд Берри — мистер Парнелл
- Рей Браун — миссис Парнелл
- Линда Соренсон[англ.] — проститутка
- Дорис Бекингем — миссис Эбери
- Фрэнк Уэйд — мистер Эбери
- Алисия Аммон — миссис Питт

## Оценки
Фильм получил неоднозначные отзывы критиков. На сайте-агрегаторе Rotten Tomatoes фильм имеет только 47 % одобрения на основе семи рецензий. Говард Томпсон в своей рецензии для The New York Times заметил, что нужно постараться, чтобы найти более болезненную и утомительную, перегретую и бессмысленную подачу психосексуальной чепухи, чем в «Холодным днём в парке». Рецензент раскритиковал сценарий, режиссуру и игру Сэнди Деннис. По мнению Роджера Эберта, сюжет слишком неправдоподобен, чтобы воспринимать его всерьез, тем не менее, он заявил, что в целом фильм сделан качественно, во многом благодаря оператору Ласло Ковачу, который делает больше, чем режиссёр или сценарист, чтобы создать атмосферу приближающегося ужаса и трагедии. Также Сэнди Деннис, по его мнению, рисует убедительный портрет подавленной, одержимой сексом старой девы.
По мнению писателя Фрэнка Касо, в фильме затрагиваются такие темы как одержимость, шизофрения и расстройство личности, он связал его с более поздними работами Олтмена — фильмами «Образы» (1972) и «Три женщины» (1977), объявив их трилогией.